# الزنابير (مسرحية)
الدبابير هي مسرحية للكاتب الإغريقي «أريستوفان»، عرضت عام 422 ق.م في أعياد اللينايا ونالت الجائزة الثانية بمسابقة العيد نفسه.

## نبذة
بهذه المسرحية يهاجم أريستوفانيس السياسي كليون من جديد بعد مسرحية «الفرسان (مسرحية)»، ولكن بشكل مختلف، لأنها تدور حول نقد النظام القضائي الأثيني. ورغم أن المؤلف لم يشك قط في قيمة المؤسسات القضائية بالنسبة للنظام الديمقراطي، إلا أن شعورا بالقلق كان ينتابه لأن الدهماويين من طراز كليون قد جعلوها عديمة الجدوى. وذلك أن المحكمة العليا المعروفة باسم " Heliaia "التي ترجع إلي عصر «سولون | Solon» وغدت في عهد " إفيالتيس " من كبري المؤسسات الديمقراطية في أثينا، وغدا عدد أعضائها 6000 عضو -قد انتهي بها الأمر إلي الوقوع في أيدي حفنة من شيوخ الأثينيين، الذين أصبحوا بلا نفع في الحرب أو حتي في السلم، لأنهم جاهلون أو غير مهتمين بما يدور حولهم من أحداث سياسية. وحينما قرر كليون زيادة أجرهم إلي ثلاثة أوبولات عن كل جلسة يحضرونها في المحكمة العليا تلقوا القرار بابتهاج، لذلك وكما توقع كليون تحول شيوخ أثينا بعد هذه الزيادة إلي مجرد محافظين علي نظام الحكم السائد الذي يفيدون من ورائه، وبالتالي يتمكن كليون من التلاعب كما يريد بأصواتهم.

## الحبكة
كان الشيخ فيلوكليون «و تعني المغرم بكليون» مولعا إلي حد الجنون بالقضاء وبالتردد علي المحاكم، وعبثا حاول ابنه «بديكليكون» و «تعني الكاره لكليون» أن يبعده عن هذا الداء الوبيل ولكنه فاشل، ولذا اضطر الابن إلي حبس أبيه في المنزل بعد أن أحكم غلق الأبواب. ثم تحضر الجوقة التي تمثل فئة من الشيوخ المسنين أصدقاء فيلوكليون، والمغرمين مثله بارتياد المحاكم، وهم يرتدون زيا يظهرهم علي هيئة زنابير، لها زباني رهيب يلسعون به كل من يصادفهم.
و كانت الجوقة تبدأ تحركها فجرا إلي المحكمة، وحينما تمر علي فيلوكليون تجده حبيس المنزل، فيساعد الشيوخ زميلهم علي الفرار عن طريق فتحة المدخنة، ولكن العبيد الموالين للابن بديلكليون يتدخلون لمنعهم، ويدور بينهم وبين الجوقة نزاع شديد ومشادة حامية يحضرها الابن نفسه.
و يحاول الابن في هذه المشادة تبصير والده الشيخ ورفاقه وتوعيتهم بأمور السياسة وحقيقة رجالها خاصة كليون الذي أحبه الشيوخ عن جهل، وانخدعوا به وساروا خلفه بعيون مغمضة، ويدافع الأب عن النظام القضائي مبينا أن من مزاياه أنه يجني من ورائه فائدة مادية «ثلاث ابولات» وأنه يرضي هوايته ويشغل وقت فراغه عن طريق الاهتمام بمشاكل الآخرين. لكن الابن يوضح له بجلاء أن أعضاء الحكام يلقون لهم بالفتات في حين يلبسون هم معظم الدخل المخصص لإطعام فقراء المدينة وجياعها.
بعد تلك المشادة يتبدل رأي الجوقة فتقتنع بوجهة نظر الابن، ويحاول هذا إبعاد والده عن شرور المحاكم، بأن يرضي هوايته عن طريق عقد محكمة في منزله تغنيه عن حضور جلسات المحاكم الأخرى. وفعلا تنعقد جلسة للمحكمة في منزل الشيخ فيلوكليون، ويقدم فيها للمحاكمة كلب للشيخ يدعي «لايبس» وتعني المغتصب متهما بسرقة قطعة جبن من كلب آخر، ويسخر الكاتب هنا من أحدي القضايا العامة التي كان بطلها كليون. وبخدعة ماهرة من الابن ينتهي الأب إلي إطلاق سراح الكلب المتهم، وبهذا الدرس القضائي يبدأ الابن في استمالة أبيه إلي صفه آخذا علي عاتقه أن يبصر والده اجتماعيا فيغير من مسلكه ومظهره، ويصحبه للغداء خارج المنزل.
و لكن بدلا من أن تتحسن أحوال الشيخ يحدث العكس، إذ ينغمس العجوز في الشراب حتي الثمالة، ويشرع في إهانة الآخرين، والتصرف بخلق سيئ ويقود الجوقة في رقصة ماجنة. ويبدو أن المؤلف يحاول في هذه المسرحية معالجة الهوة التي تفصل بين فكر الشباب وفكر الشيوخ، بحيث يحاول كل طرف فهم ظروف الطرف الآخر ومعرفة عالمه.